# کشیشتف زولینسکی
کشیشتف زولینسکی (انگلیسی: Krzysztof Zwoliński؛   ‏ تلفظ نام‌کوچک لهستانی: [ˈkʂɨʂtɔf]؛ ‏ زادهٔ ۲ ژانویه ۱۹۵۹) ورزشکار دو و میدانی اهل لهستان است.
وی در مسابقات کشوری و بین‌المللی در مجموع برندهٔ ۱ مدال طلا، ۱ مدال نقره شده‌است.